# Isak Wallberg
Isak Andreas Wallberg, född 3 september 1825 i Halmstad, död 11 maj 1905 i Stockholm, (hemort i Halmstads församling), var en svensk fabriksägare och riksdagsman, son var son till grundläggaren av Slottsmöllan, Isak Reinhold Wallberg.
Isak Wallberg blev efter avslutad skolgång samt studier vid handelsinstitutet i Lübeck (1840–1841) och annan teoretisk och praktisk utbildning i början på 1850-talet delägare i firman "I. E. Wallberg & söner" i Halmstad, och vid firmans ombildning till aktiebolag 1857 dess disponent. Han behöll ledningen av den alltmer utvecklade affären ända till ett par år före sin död. Han hade ett kallt och klart affärshuvud och blev genom sin starka vilja och tämligen despotiska lynne i förhållandet till underordnade och inom kommunen, där han utövade mångsidig och energisk verksamhet, en ganska utpräglad och helgjuten representant för en numera försvunnen så kallad patriarkalisk åskådning.
Som ivrig protektionist och exceptionellt konservativ, var Wallberg ledamot av första kammaren för Hallands län 1876–1884 och för Älvsborgs län 1888–1891 samt av andra kammaren för Halmstad och Ängelholm 1885–1887 (januaririksdagen), men blev aldrig känd för att utmärka sig mer än övriga ledamöter. Han var dock 1887 en av de tre, som lade fram den betydelsefulla motionen om jordbruks- och industritullar. Wallberg var ledamot av bankoutskottet 1880 och 1881, av tillfälligt utskott 1882 samt av bevillningsutskottet 1888–1891.
Isak Wallberg var bror till Wilhelm Wallberg. Han var gift med Carolina Margaretha Bredberg och blev far till Johan Reinhold Wallberg, Alfred Wallberg, Hulda Gerda Wallberg och Isak Hugo Wallberg.